# Vittorio Ghirelli
Vittorio Ghirelli (ur. 9 maja 1994 roku w Fasano) – włoski kierowca wyścigowy.

## Kariera
Włoch karierę rozpoczął w 2005 roku od startów w kartingu. W 2010 roku od razu rozpoczął starty w Serii GP3, dla której był to inauguracyjny sezon. W brytyjskim zespole Atech GP niedoświadczony Włoch nie był jednak w stanie walczyć o punkty. Najlepiej spisał się podczas eliminacji na niemieckim torze Hockenheimring, gdzie uplasował się na piętnastym oraz szesnastym miejscu. W tym samym sezonie Włoch wziął udział także w pięciu rundach Włoskiej Formuły 3. Startując w barwach ekipy BVM - Target Racing, Vittorio w żadnym z wyścigów nie zdobył jednak punktów, będąc najwyżej sklasyfikowanym na torze Mugello, gdzie zajął jedenastą oraz trzynastą pozycję.
W sezonie 2011 podpisał kontrakt ze szwajcarską ekipą Jenzer Motorsport. Włoch wystartował w sześciu rundach, po czym został zastąpiony przez Szwajcara Alexa Fontanę na rundę w Belgii. Na ostatnią eliminację sezonu (na włoskiej Monzy) nawiązał współpracę z hiszpańską stajnią Barwa Addax, w której zastąpił Brytyjczyka Deana Smitha. Ghirelli poprawił swoje wyniki, jednak ponownie nie udało mu się zapunktować. Najbliżej sukcesu znalazł się podczas pierwszego wyścigu na hiszpańskim obiekcie Circuit de Catalunya, gdzie zajął dziewiątą lokatę. 
W tym samym roku Vittorio brał udział również w Europejskiej Formule Renault. We włoskiej ekipie One Racing sięgnął jednak po zaledwie jeden punkt, w drugim wyścigu na brytyjskim torze Silverstone. W klasyfikacji generalnej uplasował się na 23. pozycji.
W 2012 roku Ghirelli pojawił się w stawce Formuły Renault 3.5. W zespole Comtec Racing zdobył 5 punktów - punktując w obu wyścigach na Silverstone. Mistrzostwa Formuły Renault 3.5 w sezonie 2012 Ghirelli ukończył na 24 pozycji.
W 2013 roku Ghirelli startował w Auto GP (zespół Super Nova International). Zwyciężał tam dwukrotnie, jednak aż dwunastokrotnie stawał na podium. Uzbierane 222 punkty pozwoliły mu zdobyć tytuł mistrza serii. W tym samym sezonie zdobył również posadę kierowcy Venezuela GP Lazarus w serii GP2. Tu podczas sobotniego wyścigu na torze Autodromo Nazionale di Monza zdobył jeden punkt. Został sklasyfikowany na 27 pozycji w klasyfikacji generalnej.
W sezonie 2014 Włoch przeniósł się do Stanów Zjednoczonych, gdzie startował w mistrzostwach Indy Lights z zespołem Team Moore Racing. Z dorobkiem dziewięćdziesięciu punktów został sklasyfikowany na trzynastej pozycji w klasyfikacji generalnej. Startował również w wybranych rundach Auto GP World Series, gdzie dwukrotnie stawał na podium. Uzbierał łącznie 44 punkty. Dało mu to dziewiąte miejsce w końcowej klasyfikacji kierowców.

## Statystyki
| Sezon | Seria                                 | Zespół                   | Wyścigi | Zwycięstwa | PP | NO | Podium | Punkty | Pozycja |
| ----- | ------------------------------------- | ------------------------ | ------- | ---------- | -- | -- | ------ | ------ | ------- |
| 2010  | Włoska Formuła 3                      | BVM – Target Racing      | 8       | 0          | 0  | 0  | 0      | 0      | 23      |
| 2010  | Seria GP3                             | ATECH CRS GP             | 14      | 0          | 0  | 0  | 0      | 0      | 34      |
| 2011  | Alpejska Formuła Renault 2.0          | One Racing               | 9       | 0          | 0  | 0  | 3      | 128    | 9       |
| 2011  | Europejski Puchar Formuły Renault 2.0 | One Racing               | 14      | 0          | 0  | 0  | 0      | 1      | 23      |
| 2011  | Seria GP3                             | Jenzer Motorsport        | 14      | 0          | 0  | 0  | 0      | 0      | 25      |
| 2011  | Seria GP3                             | Addax Team               | 14      | 0          | 0  | 0  | 0      | 0      | 25      |
| 2012  | Formuła Renault 3.5                   | Comtec Racing            | 18      | 0          | 0  | 0  | 0      | 5      | 24      |
| 2013  | Seria GP2                             | Venezuela GP Lazarus     | 10      | 0          | 0  | 0  | 0      | 1      | 27      |
| 2013  | Auto GP World Series                  | Super Nova International | 16      | 2          | 2  | 5  | 12     | 222    | 1       |
| 2014  | Auto GP World Series                  | Super Nova International | 6       | 0          | 0  | 0  | 2      | 44     | 9       |
| 2014  | Indy Lights                           | Team Moore Racing        | 4       | 0          | 0  | 0  | 0      | 90     | 13      |

## Wyniki w GP2
| Legenda oznaczeń w tabelach wyników Wyświetl szablon na nowej stronie | Legenda oznaczeń w tabelach wyników Wyświetl szablon na nowej stronie                                                                     |
| Oznaczenie                                                            | Wyjaśnienie |
| --------------------------------------------------------------------- | --- |
| Złoty                                                                 | Zwycięzca lub mistrzostwo |
| Srebrny                                                               | 2. miejsce lub wicemistrzostwo |
| Brązowy                                                               | 3. miejsce lub II wicemistrzostwo |
| Zielony                                                               | Ukończył, punktował (w klasyfikacji generalnej, gdy zdobył co najmniej jeden punkt na przestrzeni sezonu, poza trzema powyższymi opcjami) |
| Niebieski                                                             | Ukończył, nie punktował (w klasyfikacji generalnej, gdy nie zdobył co najmniej jednego punktu na przestrzeni sezonu)                      |
| Czerwony                                                              | Nie zakwalifikował się (NZ) |
| Czerwony                                                              | Nie prekwalifikował się (NPK) |
| Różowy                                                                | Nie ukończył (NU) |
| Różowy                                                                | Niesklasyfikowany (NS) (w klasyfikacji generalnej, gdy nie został sklasyfikowany w żadnym wyścigu sezonu)                                 |
| Czarny                                                                | Zdyskwalifikowany (DK) |
| Czarny                                                                | Wykluczony (WYK/EX) |
| Biały                                                                 | Nie wystartował (NW) |
| Biały                                                                 | Kontuzjowany (K/INJ) |
| Biały                                                                 | Wyścig odwołany (OD/C) |
| Bez koloru                                                            | Został wycofany (WYC/WD) |
| Bez koloru                                                            | Nie przybył (NP/DNA) |
| Bez koloru                                                            | Nie brał udziału w treningach (NT/DNP) |
| Bez koloru                                                            | Nie został zgłoszony (–) |
| Pogrubienie                                                           | Start z pole position |
| Kursywa                                                               | Najszybsze okrążenie wyścigu |
| †                                                                     | Nie ukończył, ale jego rezultat został zaliczony ze względu na przejechanie więcej niż 90% dystansu wyścigu.                              |
| *                                                                     | Sezon w trakcie |
| 1/2/3                                                                 | Punktowana pozycja w sprincie kwalifikacyjnym                                                                                             |
| Lista systemów punktacji Formuły 1                                    | |

| Rok  | Zespół               | Wyniki w poszczególnych eliminacjach | Wyniki w poszczególnych eliminacjach | Wyniki w poszczególnych eliminacjach | Wyniki w poszczególnych eliminacjach | Wyniki w poszczególnych eliminacjach | Wyniki w poszczególnych eliminacjach | Wyniki w poszczególnych eliminacjach | Wyniki w poszczególnych eliminacjach | Wyniki w poszczególnych eliminacjach | Wyniki w poszczególnych eliminacjach | Wyniki w poszczególnych eliminacjach | Wyniki w poszczególnych eliminacjach | Wyniki w poszczególnych eliminacjach | Wyniki w poszczególnych eliminacjach | Wyniki w poszczególnych eliminacjach | Wyniki w poszczególnych eliminacjach | Wyniki w poszczególnych eliminacjach | Wyniki w poszczególnych eliminacjach | Wyniki w poszczególnych eliminacjach | Wyniki w poszczególnych eliminacjach | Wyniki w poszczególnych eliminacjach | Wyniki w poszczególnych eliminacjach | Punkty | Pozycja |
| ---- | -------------------- | ------------------------------------ | ------------------------------------ | ------------------------------------ | ------------------------------------ | ------------------------------------ | ------------------------------------ | ------------------------------------ | ------------------------------------ | ------------------------------------ | ------------------------------------ | ------------------------------------ | ------------------------------------ | ------------------------------------ | ------------------------------------ | ------------------------------------ | ------------------------------------ | ------------------------------------ | ------------------------------------ | ------------------------------------ | ------------------------------------ | ------------------------------------ | ------------------------------------ | ------ | ------- |
| 2013 | Venezuela GP Lazarus | MAL                                  | MAL                                  | BHR                                  | BHR                                  | ESP                                  | ESP                                  | MON                                  | MON                                  | GBR                                  | GBR                                  | DEU                                  | DEU                                  | HUN                                  | HUN                                  | BEL                                  | BEL                                  | ITA                                  | ITA                                  | SIN                                  | SIN                                  | ARE                                  | ARE                                  | 1      | 27      |
| 2013 | Venezuela GP Lazarus | –                                    | –                                    | –                                    | –                                    | –                                    | –                                    | –                                    | –                                    | –                                    | –                                    | –                                    | –                                    | 17                                   | 17                                   | 18                                   | 18                                   | 10                                   | 20                                   | NU                                   | 19                                   | NU                                   | 19                                   | 1      | 27      |

## Wyniki w GP3
| Legenda oznaczeń w tabelach wyników Wyświetl szablon na nowej stronie | Legenda oznaczeń w tabelach wyników Wyświetl szablon na nowej stronie                                                                     |
| Oznaczenie                                                            | Wyjaśnienie |
| --------------------------------------------------------------------- | --- |
| Złoty                                                                 | Zwycięzca lub mistrzostwo |
| Srebrny                                                               | 2. miejsce lub wicemistrzostwo |
| Brązowy                                                               | 3. miejsce lub II wicemistrzostwo |
| Zielony                                                               | Ukończył, punktował (w klasyfikacji generalnej, gdy zdobył co najmniej jeden punkt na przestrzeni sezonu, poza trzema powyższymi opcjami) |
| Niebieski                                                             | Ukończył, nie punktował (w klasyfikacji generalnej, gdy nie zdobył co najmniej jednego punktu na przestrzeni sezonu)                      |
| Czerwony                                                              | Nie zakwalifikował się (NZ) |
| Czerwony                                                              | Nie prekwalifikował się (NPK) |
| Różowy                                                                | Nie ukończył (NU) |
| Różowy                                                                | Niesklasyfikowany (NS) (w klasyfikacji generalnej, gdy nie został sklasyfikowany w żadnym wyścigu sezonu)                                 |
| Czarny                                                                | Zdyskwalifikowany (DK) |
| Czarny                                                                | Wykluczony (WYK/EX) |
| Biały                                                                 | Nie wystartował (NW) |
| Biały                                                                 | Kontuzjowany (K/INJ) |
| Biały                                                                 | Wyścig odwołany (OD/C) |
| Bez koloru                                                            | Został wycofany (WYC/WD) |
| Bez koloru                                                            | Nie przybył (NP/DNA) |
| Bez koloru                                                            | Nie brał udziału w treningach (NT/DNP) |
| Bez koloru                                                            | Nie został zgłoszony (–) |
| Pogrubienie                                                           | Start z pole position |
| Kursywa                                                               | Najszybsze okrążenie wyścigu |
| †                                                                     | Nie ukończył, ale jego rezultat został zaliczony ze względu na przejechanie więcej niż 90% dystansu wyścigu.                              |
| *                                                                     | Sezon w trakcie |
| 1/2/3                                                                 | Punktowana pozycja w sprincie kwalifikacyjnym                                                                                             |
| Lista systemów punktacji Formuły 1                                    | |

| Rok  | Zespół       | Wyniki w poszczególnych eliminacjach | Wyniki w poszczególnych eliminacjach | Wyniki w poszczególnych eliminacjach | Wyniki w poszczególnych eliminacjach | Wyniki w poszczególnych eliminacjach | Wyniki w poszczególnych eliminacjach | Wyniki w poszczególnych eliminacjach | Wyniki w poszczególnych eliminacjach | Wyniki w poszczególnych eliminacjach | Wyniki w poszczególnych eliminacjach | Wyniki w poszczególnych eliminacjach | Wyniki w poszczególnych eliminacjach | Wyniki w poszczególnych eliminacjach | Wyniki w poszczególnych eliminacjach | Wyniki w poszczególnych eliminacjach | Wyniki w poszczególnych eliminacjach | Punkty | Pozycja |
| ---- | ------------ | ------------------------------------ | ------------------------------------ | ------------------------------------ | ------------------------------------ | ------------------------------------ | ------------------------------------ | ------------------------------------ | ------------------------------------ | ------------------------------------ | ------------------------------------ | ------------------------------------ | ------------------------------------ | ------------------------------------ | ------------------------------------ | ------------------------------------ | ------------------------------------ | ------ | ------- |
| 2010 | ATECH CRS GP | ESP                                  | ESP                                  | TUR                                  | TUR                                  | VAL                                  | VAL                                  | GBR                                  | GBR                                  | DEU                                  | DEU                                  | HUN                                  | HUN                                  | BEL                                  | BEL                                  | ITA                                  | ITA                                  | 0      | 34      |
| 2010 | ATECH CRS GP | NW                                   | NW                                   | 17                                   | 26                                   | 20                                   | 22                                   | 20                                   | 21                                   | 15                                   | 16                                   | 24                                   | 15                                   | NU                                   | NU                                   | 23                                   | 21                                   | 0      | 34      |
| 2011 | Addax Team   | TUR                                  | TUR                                  | ESP                                  | ESP                                  | VAL                                  | VAL                                  | GBR                                  | GBR                                  | DEU                                  | DEU                                  | HUN                                  | HUN                                  | BEL                                  | BEL                                  | ITA                                  | ITA                                  | 0      | 25      |
| 2011 | Addax Team   | 25                                   | NU                                   | 9                                    | 8                                    | 13                                   | 9                                    | 14                                   | 22                                   | 13                                   | 11                                   | 22                                   | NU                                   | -                                    | -                                    | NU                                   | 18                                   | 0      | 25      |

## Wyniki w Formule Renault 3.5
| Legenda oznaczeń w tabelach wyników Wyświetl szablon na nowej stronie | Legenda oznaczeń w tabelach wyników Wyświetl szablon na nowej stronie                                                                     |
| Oznaczenie                                                            | Wyjaśnienie |
| --------------------------------------------------------------------- | --- |
| Złoty                                                                 | Zwycięzca lub mistrzostwo |
| Srebrny                                                               | 2. miejsce lub wicemistrzostwo |
| Brązowy                                                               | 3. miejsce lub II wicemistrzostwo |
| Zielony                                                               | Ukończył, punktował (w klasyfikacji generalnej, gdy zdobył co najmniej jeden punkt na przestrzeni sezonu, poza trzema powyższymi opcjami) |
| Niebieski                                                             | Ukończył, nie punktował (w klasyfikacji generalnej, gdy nie zdobył co najmniej jednego punktu na przestrzeni sezonu)                      |
| Czerwony                                                              | Nie zakwalifikował się (NZ) |
| Czerwony                                                              | Nie prekwalifikował się (NPK) |
| Różowy                                                                | Nie ukończył (NU) |
| Różowy                                                                | Niesklasyfikowany (NS) (w klasyfikacji generalnej, gdy nie został sklasyfikowany w żadnym wyścigu sezonu)                                 |
| Czarny                                                                | Zdyskwalifikowany (DK) |
| Czarny                                                                | Wykluczony (WYK/EX) |
| Biały                                                                 | Nie wystartował (NW) |
| Biały                                                                 | Kontuzjowany (K/INJ) |
| Biały                                                                 | Wyścig odwołany (OD/C) |
| Bez koloru                                                            | Został wycofany (WYC/WD) |
| Bez koloru                                                            | Nie przybył (NP/DNA) |
| Bez koloru                                                            | Nie brał udziału w treningach (NT/DNP) |
| Bez koloru                                                            | Nie został zgłoszony (–) |
| Pogrubienie                                                           | Start z pole position |
| Kursywa                                                               | Najszybsze okrążenie wyścigu |
| †                                                                     | Nie ukończył, ale jego rezultat został zaliczony ze względu na przejechanie więcej niż 90% dystansu wyścigu.                              |
| *                                                                     | Sezon w trakcie |
| 1/2/3                                                                 | Punktowana pozycja w sprincie kwalifikacyjnym                                                                                             |
| Lista systemów punktacji Formuły 1                                    | |

| Rok  | Zespół        | Wyniki w poszczególnych eliminacjach | Wyniki w poszczególnych eliminacjach | Wyniki w poszczególnych eliminacjach | Wyniki w poszczególnych eliminacjach | Wyniki w poszczególnych eliminacjach | Wyniki w poszczególnych eliminacjach | Wyniki w poszczególnych eliminacjach | Wyniki w poszczególnych eliminacjach | Wyniki w poszczególnych eliminacjach | Wyniki w poszczególnych eliminacjach | Wyniki w poszczególnych eliminacjach | Wyniki w poszczególnych eliminacjach | Wyniki w poszczególnych eliminacjach | Wyniki w poszczególnych eliminacjach | Wyniki w poszczególnych eliminacjach | Wyniki w poszczególnych eliminacjach | Wyniki w poszczególnych eliminacjach | Punkty | Pozycja |
| ---- | ------------- | ------------------------------------ | ------------------------------------ | ------------------------------------ | ------------------------------------ | ------------------------------------ | ------------------------------------ | ------------------------------------ | ------------------------------------ | ------------------------------------ | ------------------------------------ | ------------------------------------ | ------------------------------------ | ------------------------------------ | ------------------------------------ | ------------------------------------ | ------------------------------------ | ------------------------------------ | ------ | ------- |
| 2012 | Comtec Racing | ARA                                  | ARA                                  | MON                                  | BEL                                  | BEL                                  | DEU                                  | DEU                                  | RUS                                  | RUS                                  | GBR                                  | GBR                                  | HUN                                  | HUN                                  | FRA                                  | FRA                                  | CAT                                  | CAT                                  | 5      | 24      |
| 2012 | Comtec Racing | 12                                   | 17                                   | 16                                   | 20                                   | NU                                   | NU                                   | NU                                   | 11                                   | NU                                   | 8                                    | 10                                   | 21                                   | 17                                   | 17                                   | 23                                   | 20                                   | 19                                   | 5      | 24      |